# Заміщина
Замі́щина — село в Україні, у Крупецькій сільській громаді Дубенського району Рівненської області. Населення становить 348 осіб.

## Географія
Селом тече річка Ситенька.

## Історія
7 (20) листопада 1917 року, відповідно до Третього Універсалу Української Центральної Ради, увійшло до складу Української Народної Республіки.
12 червня 2020 року, відповідно до розпорядження Кабінету Міністрів України № 722-р від «Про визначення адміністративних центрів та затвердження територій територіальних громад Рівненської області», увійшло до складу Крупецької сільської громади Радивилівського району.
19 липня 2020 року, в результаті адміністративно-територіальної реформи та ліквідації Радивилівського району, село увійшло до складу Дубенського району.

## Постаті
Гаврилюк Василь Олександрович(1996-2023) — солдат Збройних Сил України, учасник АТО, учасник російсько-української війни. Загинув 04 лютого 2023 року під час бою з російськими окупантами поблизу населеного пункту Часів Яр Бахмутського району